# هيرمان ريتش
هيرمان ريتش (بالإنجليزية: Herman Reich)‏ هو لاعب كرة قاعدة أمريكي، ولد في 23 نوفمبر 1917 في بيل في الولايات المتحدة، وتوفي في 22 أكتوبر 2009 في فالبروك في الولايات المتحدة.

## وصلات خارجية
- هيرمان ريتش على موقعبيزبول رفرنس.كوم (الدوري الرئيسي) (الإنجليزية)